# Brorfelde
Brorfelde er en lille landsby i Kvanløse Sogn i Nordvestsjælland beliggende i kuperet terræn nær Brorfelde Skov. Nær landsbyen findes det nu fredede Brorfelde-observatoriet. Brorfelde og observatoriet indgår i DR1 julekalenderen Julestjerner, først sendt 2012 og genudsendt i 2019.
Fra byen er der omtrent 5 kilometer til Ugerløse, 6 kilometer til Gammel Tølløse og ca. 11 kilometer til Holbæk. Landsbyen ligger i Holbæk Kommune, som hører til Region Sjælland.